# GEERISZ
GEERISZ（ジーライズ）は、日本の女性2人組ダンスユニットである。

## 略歴
- エイベックスが協賛しているダンスミュージックイベント『house nation』（ハウスネイション）のプロモーションユニットとして2007年に“house nation dancers”として活動開始。同イベントを中心にパフォーマンス活動を行っていたが、2010年8月に“5SHIP”（ゴシップ）と改名し幅広い活動を展開。2011年、ダンスユニットとしてはパラパラオールスターズ以来となる「大阪オートメッセ」のイメージガールに選ばれた。
- 2011年3月、メンバーだったYURiAがDJ活動に専念するためグループを卒業[1]。代わりにbowが加入し5人体制を維持し続けていたが、わずか9ヵ月後の2011年12月28日に渋谷axxcisで行われたライブ出演を最後にjunnaとsayakaが卒業[2]。残った3人は翌2012年よりユニット名を“Gee”と改め活動している。グループ名のGee（ジー）は当時のavexスカウトマン出身のマネージャーが命名している。意味は公式には発表されていない。
- 2014年6月からは、ユニット名を“GEERISZ”(ジーライズ)に再改名[3]。
- 2014年9月、アジア進出へ向けて韓国での活動を開始。
- 2015年10月8日、韓国にてデジタルシングル「Only You」を配信し日本人ガールズグループでは初の韓国デビューとなった[4]。
- 2017年8月30日、デジタルシングル「Real」を配信。
- 2017年秋以降はSNSの更新を停止し実質的に活動を終了、JUN JUNは引き続き振付家としての活動を継続。

## メンバー
| 名前（よみ）             | 生年月日 | 出身地 | 血液型 | 身長  | 備考                                                                                       |
| ------------------------ | -------- | ------ | ------ | ----- | ------------------------------------------------------------------------------------------ |
| JUN JUN （ジュンジュン） | 6月7日   | 埼玉県 | B型    | 160cm | リーダー兼ダンス振付け担当。 A-class、茅原実里等のアーティストの振付師としても活躍。[5][6] |
| MAMI（マミ）             | 2月23日  | 埼玉県 | B型    | 160cm | メインボーカル。                                                                           |

### 元メンバー
| 名前（よみ）      | 生年月日      | 出身地 | 血液型 | 身長  | 備考 |
| ----------------- | ------------- | ------ | ------ | ----- | --- |
| YURiA（ユリア）   | 1987年1月8日  | 東京都 |        |       | 2011年3月11日脱退 2010年よりhouse nationのレジデントDJとしても活動している。 |
| junna（ジュンナ） | 1982年8月29日 | 東京都 | A型    | 157cm | 2011年12月28日脱退 |
| sayaka（サヤカ）  | 1985年3月11日 | 東京都 | O型    | 155cm | 2011年12月28日脱退 |
| BOW（ボー）       | 6月9日        |        |        |       | 2011年3月加入。ラップ&DJ担当 GIRL NEXT DOORや大島麻衣等のアーティストのバックダンサーとしても活躍。 2012年には東京ヤクルトスワローズのチアダンスユニット『Passion』の Team-Sリーダーを務めている。 2014年6月のGEE RISZ改名と同時にbowからBOWに改名 2016年7月脱退 |

## house nation dancers→5SHIPとしての活動

### テレビ出演
- TOKYO DRIFT GIRLS（テレビ東京・2009年、2010年）
- GIRLS PARTY（テレビ東京・2010年8月～9月）

### 参加作品
- house nation WINTER GIG（avex trax・2010年12月1日発売） - 曲名「We Are Friends」（house nation REMIX）